# Marit Myrmæl
Marit Myrmæl, née le 20 janvier 1954 à Meldal, est une fondeuse norvégienne, sportive concourant pour les épreuves de ski de fond.

## Palmarès

### Jeux olympiques
- Jeux olympiques d'hiver de 1980 à Lake Placid  États-Unis:
  -  Médaille de bronze en relais 4 × 5 km